# 面性キラリティー

面性キラリティーの決定

面性キラリティー（めんせいキラリティー、英語: planar chirality）は、分子の立体原性単位がキラル中心（中心性キラリティー）あるいはキラル軸（軸性キラリティー）ではなく、キラル面である特殊なキラリティーである。これは、分子がキラル中心あるいはキラル軸を持ってはいけないことを意味しない。面性キラリティーは分子の面内の置換基の配置が理由で生じる。面性キラリティーは立体記述子RpおよびSpによって特徴付けられる。過去には代わりにpRおよびpSが使われた。キラリティーの決定は以下の手順に従う。
1. パイロット原子を決定し、印を付ける（本記事の図中の全てのパイロット原子は赤色のアスタリスクで印を付けられる）。パイロット原子は以下の全ての条件を満たさなければならない。
  - キラル面（図中で緑色に色付けされている）内にはない。
  - キラル面内の原子と結合している。
  - カーン・インゴールド・プレローグ順位則にしたがって、資格のある全ての面外原子の中で最も高い優先順位を持つ。
2. パイロット原子から出発して、CIP順位則が優先順位が高い側へ面内を進んだ時の最初の3つの原子の進路を考える。時計回り（右回り）ならRp、反時計回り（左回り）ならSpである。

## アレーン錯体
アレーン錯体においても、フェロセン誘導体は面性キラリティーを生じうる。この場合、キラル面は平面アレーン配位子の面内にある。面性キラリティーはアレーン配位子中の置換基の配置の違いによって起こる。この場合、面性キラリティーは以下のように決定される。
1. アレーン配位子の環内で、CIP順位則にしたがって最も優先順位が高い置換基に結合した炭素原子を探す。
2. 配位子の環内の隣り合った炭素原子の順位もCIP順位則に従って決定する。
3. 配位中心と上で順位を決定した3つの炭素原子を頂点とする四面体を描く。
4. CIP順位則に従って、最も優先順位が低い置換基が後ろを向くように四面体を回転させて、CIP順位則の順番を読み取る。時計回り（右回り）ならRp、反時計回り（左回り）ならSpである。

### 例

説明の例

## 歴史
面性キラリティーという用語はロバート・シドニー・カーン、クリストファー・ケルク・インゴールド、ウラジミール・プレローグによって、1966年にアンゲヴァンテ・ケミー・インターナショナル・エディションで発表した1966年の論文「Specification of Molecular Chirality」で初めて導入された。

## 応用
面性キラリティーを持つ配位子はエナンチオ選択的合成に利用されている。